# 左太刀
左太刀（ひだりたち）とは、剣術において、通常は右手を前、左手を後ろに刀を持つのを、逆に左手を前、右手を後ろに持つ技術のこと。左太刀の技術は、日本武術では、新陰流の系統で伝承されている。

## 現存する左太刀技法を含む流派
- 新陰流
- 柳生心眼流
- 貫心流